# Nadleśnictwo Puławy
Nadleśnictwo Puławy – jednostka organizacyjna Lasów Państwowych podległa Regionalnej Dyrekcji Lasów Państwowych w Lublinie. Siedziba nadleśnictwa znajduje się w Puławach, w powiecie puławskim, w województwie lubelskim.
Nadleśnictwo obejmuje w całości powiaty puławski i rycki oraz część powiatów lubelskiego i opolskiego.

## Historia
Leśnictwo rządowe Puławy powstało w 1794. Zostało ono utworzone przez zaborcze władze rosyjskie w celu zarządzania, skonfiskowanymi po upadku powstania kościuszkowskiego na rzecz carskiego skarbu, dobrami Czartoryskich. Od 1846 nosiło ono nazwę leśnictwo Nowa Aleksandria (od ówczesnej nazwy Puław).
Nadleśnictwo Puławy powstało w 1918 i objęło zarząd nad znajdującymi się na tych terenach lasami skarbowymi - terenami carskiego leśnictwa Nowa Aleksandria oraz zakupionymi, bądź otrzymanymi, przez Państwo lasami prywatnymi.
W 1944 lasy państwowe powiększyły się o znacjonalizowane przez komunistów lasy prywatne. Powstały wówczas nadleśnictwa Puławy Wschód, Puławy Północ, Żyrzyn oraz Ryki. Jednak już w kolejnym roku zmieniono zasięg terytorialny nadleśnictw, pozostawiając nadleśnictwa Puławy i Żyrzyn, które w późniejszym okresie zostały połączone. Nadleśnictwo Puławy w obecnych granicach istnieje od 1973.

## Ochrona przyrody
Na terenie nadleśnictwa znajdują się cztery rezerwaty przyrody:
- Czapliniec koło Gołębia
- Krowia Wyspa
- Łęg na Kępie w Puławach
- Piskory.

## Drzewostany
Typy siedliskowe lasów nadleśnictwa (z ich udziałem procentowym):
- bór świeży 29,79%
- las mieszany świeży 22,88%
- las świeży 19,19%
- bór mieszany świeży 18,61%
- ols 3,05%
- inne 6,48%

Gatunki lasotwórcze lasów nadleśnictwa (z ich udziałem procentowym):
- sosna 74,02%
- dąb 13,48%
- brzoza 8,61%
- grab 1,65%
- olsza 0,70%
- inne <0,5%